# Joigny
Joigny é uma comuna francesa na região administrativa de Borgonha-Franco-Condado, no departamento de Yonne. Estende-se por uma área de 46,62 km². Em 2010 a comuna tinha 9 816 habitantes (densidade: 210,6 hab./km²).